# Campo La Cruz
Campo La Cruz es una  población del departamento Santa Victoria en el noroeste de la provincia de Salta, Argentina.

## Población
Contaba con 136 habitantes (Indec, 2001); en el anterior censo de 1991 figuraba como población rural dispersa.

## Sismicidad
La sismicidad del área de Salta es frecuente y de intensidad baja, y un silencio sísmico de terremotos medios a graves cada 40 años